# Hospental
Hospental is een dorp en gemeente in Zwitserland, in de Alpen, met een oud centrum. Het ligt dicht bij Andermatt, in hetzelfde Urserendal. Er is een oude burchtheuvel, met daarop een middeleeuwse toren, die van buiten nog grotendeels intact is.

## Verkeer
- In Hospental begint de weg over de Gotthardpas.
- De weg van Andermatt over de Furkapas komt door Hospental.
- Hospental heeft een station aan de Matterhorn Gotthard Bahn.

## Geboren
- Antoinette Meyer (1920-2010), alpineskiester en olympisch deelneemster

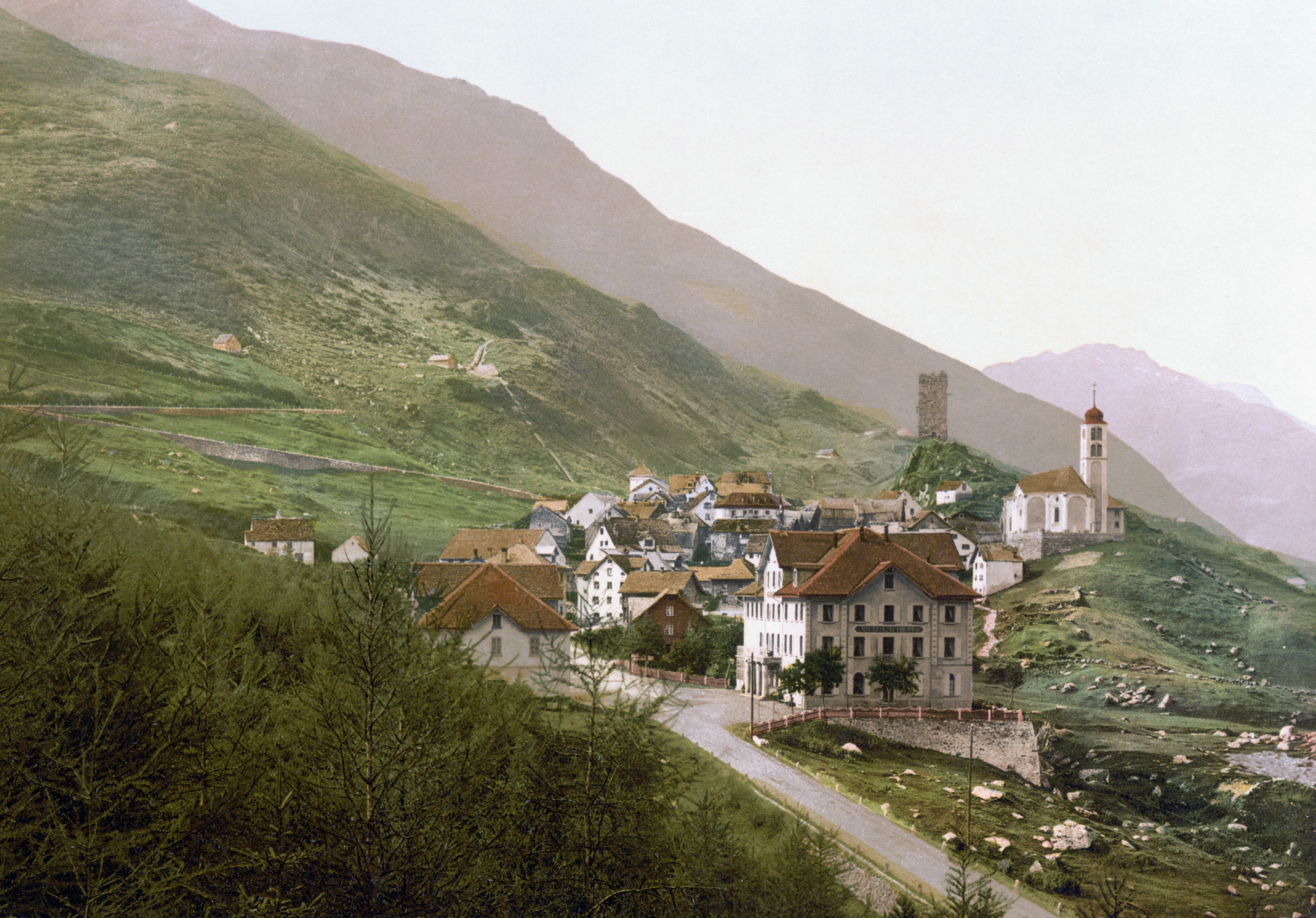
Hospental in 1900.

Altdorf · Andermatt · Attinghausen · Bauen · Bürglen · Erstfeld · Flüelen · Göschenen · Gurtnellen · Hospental · Isenthal · Realp · Schattdorf · Seedorf · Seelisberg · Silenen · Sisikon · Spiringen · Unterschächen · Wassen
- Gemeinsame Normdatei: 4764044-3
- Historisch woordenboek van Zwitserland: 000699
- Virtual International Authority File: 245429496